# Nauki biologiczne
W Polsce nauki biologiczne dzielą się na następujące dyscypliny naukowe:
- biochemia
- biofizyka
  - biomechanika
    - biorobotyka
- biologia
  - aerobiologia
  - anatomia
    - antropologia fizyczna

  - astrobiologia
  - biogeografia
    - chorologia

  - bioinformatyka
  - biogerontologia
  - biologia molekularna
  - biologia rozrodu
  - biologia rozwoju
    - embriologia

  - bionika
  - bioelektronika
  - biomechatronika
  - cybernetyka
    - biocybernetyka

  - botanika
  - cytologia (biologia komórki)
  - ewolucjonizm
  - genetyka
  - filogenetyka
  - fizjologia
  - histologia
  - hydrobiologia
  - kladystyka
  - mykologia
  - morfologia
  - neurobiologia
  - paleontologia
  - socjobiologia
  - systematyka
  - taksonomia
  - zoologia
    - entomologia
    - etologia
    - ichtiologia
- biomatematyka (biologia matematyczna)
- biotechnologia
- ekologia
  - ekofizjologia
  - autekologia
  - synekologia
  - ekologia krajobrazu
  - sozologia
- mikrobiologia
  - mikrobiologia ogólna
  - mikrobiologia szczegółowa
    - wirusologia
    - bakteriologia

  - mikrobiologia gleb
  - mikrobiologia wód i ścieków
  - mikrobiologia żywności
  - mikrobiologia lekarska
  - mikrobiologia weterynaryjna
  - mikrobiologia rolnicza
  - mikrobiologia przemysłowa
  - mikrobiologia sanitarna
  - mikrobiologia środowiskowa